# Tarahumara (volk)
De Tarahumara of Rarámuri zijn een inheems volk woonachtig in de staat Chihuahua in het noorden van Mexico. Er leven 121.835 Tarahumara in Mexico.

## Nomenclatuur
De Tarahumara spreken Tarahumara, een taal uit de Uto-Azteekse taalfamilie, en zijn daarmee verwant aan onder andere de Yaqui, Mayo en vooral de Guarijío, die hen in het verleden vaak hebben bijgestaan in de strijd tegen buitenlandse indringers. Zij noemen zichzelf Rarámuri, zij die snel rennen. Tarahumara is een Spaanse verbastering van Rarámuri, de laatste jaren wordt het steeds gebruikelijker het volk bij hun eigen naam te noemen.

## Leefgebied
De Tarahumara leven in de Sierra Tarahumara, de lokale naam van de Westelijke Sierra Madre, in de deelstaat Chihuahua. Dit is een zeer bergachtig gebied waarvan onder andere de Koperkloof deel uitmaakt, het grootste canyonsysteem ter wereld. Het gebied is overwegend bosachtig, hoewel de grond vrij droog is. De laatste decennia zijn veel Tarahumara gemigreerd naar steden in Chihuahua, voornamelijk Ciudad Cuauhtémoc en Chihuahua-stad.

## Geschiedenis

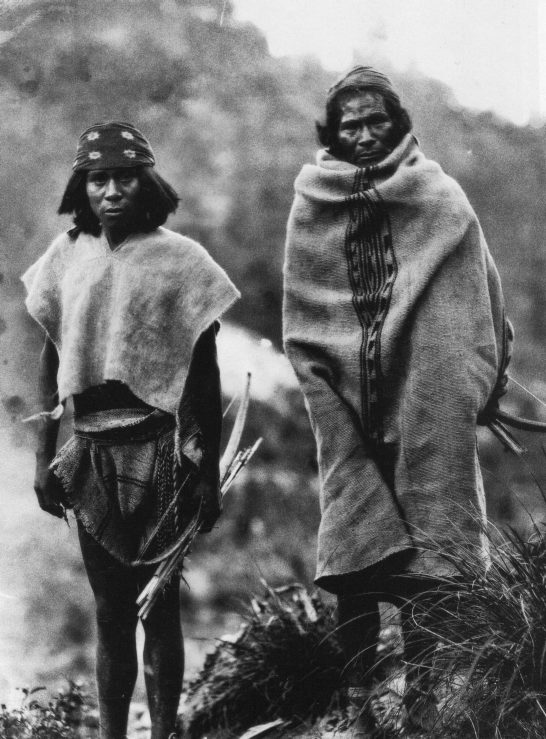
Tarahumara op een foto uit 1892

De Tarahumara zijn waarschijnlijk ergens in het eerste millennium na Christus naar hun huidige leefgebied gemigreerd. Zij hadden een deels agrarische, deels jagers-verzamelaars-levensstijl. Zij waren opgedeeld in clans met elk hun eigen dialect en leider, die niet zelden op voet van oorlog met elkaar leefden.
In 1606 kwamen de Spanjaarden voor het eerst in aanraking met de Tarahumara. In 1632 poogden Spaanse missionarissen hen te bekeren, wat uitliep op een oorlog waarbij de Tarahumara gesteund werden door de Guarijío, van overheidswege werden de Tarahumara onder controle van missieposten geplaatst, een systeem dat na de onafhankelijkheid van Mexico in stand bleef. Om aan bekering en dwangarbeid te ontkomen zagen de Tarahumara zich gedwongen zich in afgelegen gebieden terug te trekken.
In 1891 kwamen de Tarahumara van Tomóchic in opstand nadat de lokale autoriteiten een lokale mystica hadden laten oppakken. De Tarahumara wisten een tijdje het Mexicaanse leger af te houden, maar werden uiteindelijk verslagen. Tomóchic werd van de kaart geveegd en de bevolking vrijwel geheel uitgemoord. De militair Heriberto Frías die had deelgenomen aan de campagne schreef het boek ¡Tomóchic! over de slachting.
President Plutarco Elías Calles schafte in 1926 de macht van de missieposten af. In 1961 werd de Chihuahua al Pacífico-spoorlijn, die door het leefgebied van de Tarahumara loopt, voltooid.

## Religie
De Tarahumara zijn van oudsher polytheïsten en animisten, maar hun religie is inmiddels sterk vermengd met Christelijke elementen. De Tarahumara hebben het geloof in de christelijke God, hoewel zij geloven dat God een vrouw heeft met wie hij meerdere zoons heeft gekregen, de sukristo, een verbastering van Jezus Christus.
Zij geloven in leven na de dood en het bestaan van goede en slechte wezens. Onder de goede wezens bevinden zich de zon, de maan, slangen en stenen, die regen veroorzaken en de dieren waarop zij jagen controleren. Slechte wezens zijn de heren van de onderwereld, die dood en natuurrampen veroorzaken. Soms werken de kwade wezens samen met God wanneer mensen gestraft moeten worden. De Tarahumararituelen, die zich vooral richten op het vereren van de zon en de maan en de viering van de jacht, oogst en militaire overwinningen, vervullen een belangrijke functie in de gemeenschap. Ook kennen zij sjamanisme.

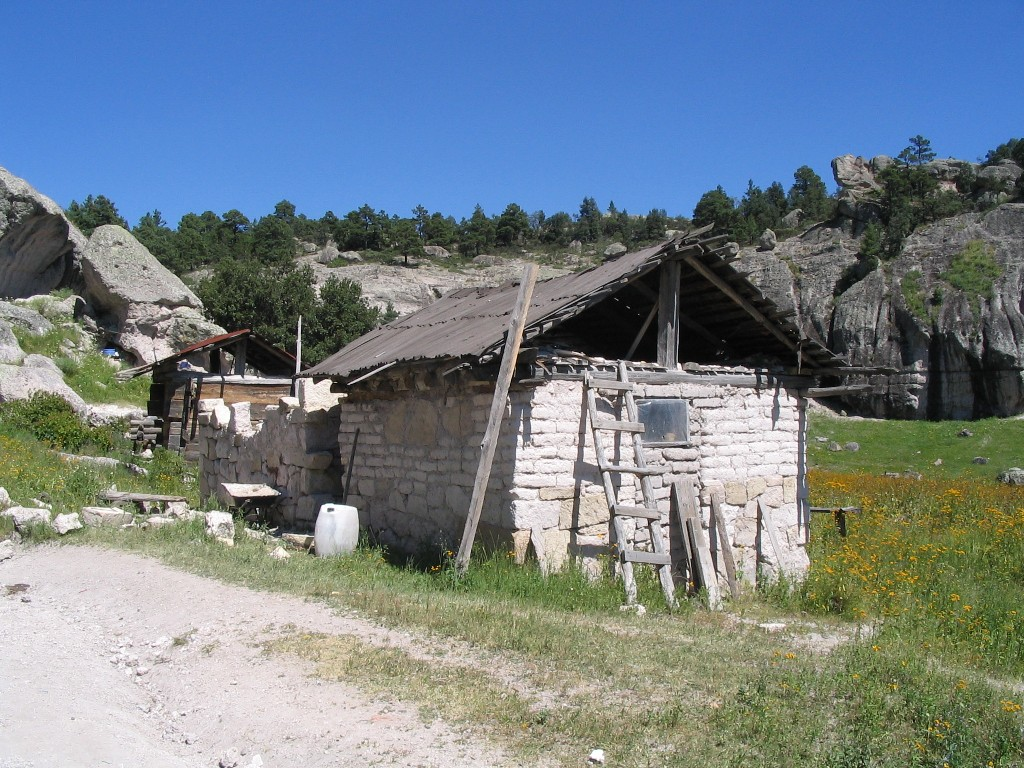
Traditionele Tarahumarawoning

## Samenleving
Tarahumarahuwelijken zijn monogaam, hoewel het hebben van meerdere partners niet verboden is. Zij trouwen jong, al vanaf 14-jarige leeftijd gelden zij als volwassen. Tarahumara blijven niet vaak lang op dezelfde plek wonen en kennen seizoensmigratie.
De Tarahumara zijn vooral bekend wegens hun formidabele uithoudingsvermogen. Wegens het feit dat de meeste Tarahumaranederzettingen op grote afstand van elkaar liggen en de Sierra Tarahumara ongeschikt is voor voertuigen of lastdieren is rennen de meest gebruikte manier om zich te verplaatsen over lange afstanden. Dit heeft in de loop der tijd ook een ceremonieel en competitief aspect gekregen, zo houden zij vaak wedstrijden over lange afstand, waarbij zij ook nog eens een bal over de gehele afstand meetrappen. Dergelijke wedstrijden worden zowel individueel als met teams georganiseerd en kunnen meerdere dagen duren. Zij zetten hun uithoudingsvermogen, dat groter is dan dat van de meeste prooidieren in de omgeving, ook in bij de jacht, soms jagen zij dieren wel 160 kilometer na.
Van maïs brouwen de Tarahumara een bier, dat tesguino wordt genoemd. De hallucinogene cactus peyote wordt gebruikt in hun rituelen.

## Sociaal-economische positie
De Tarahumara behoren tot de armste bewoners van Mexico. 64% van de volwassen Tarahumara is nooit naar school geweest, en 57% is analfabeet. De gezondheidsvoorzieningen zijn afwezig of van lage kwaliteit, deels vanwege onverschilligheid van de overheid en deels vanwege wantrouwen van de Tarahumara. De meeste Tarahumara leven van de opbrengst van hun eigen land of de jacht, maar sinds de aanleg van de Chihuahua al Pacífico is ook de verkoop van handnijverheidsproducten aan toeristen een bron van inkomsten geworden.
De slechte sociaal-economische situatie en de deels zelfverkozen isolering hebben tot grote problemen in Tarahumara-gemeenschappen geleid, waaronder alcoholisme en seksueel misbruik.